# Selvino
Selvino är en ort och kommun i provinsen Bergamo i regionen Lombardiet i Italien. Kommunen hade 2 035 invånare (2018).